# Осими, Сюдзо
Сюдзо Осими (яп. 押見 修造 Осими Сю:дзо:, род. 1981) — японский мангака, получивший популярность благодаря манге Aku no Hana, которая была экранизирована в 2013 году.

## Карьера
Первая работа Осими Superfly была опубликована в ежемесячном журнале издательства «Коданся» Bessatsu Shounen. В 2001 году он получил премию Tetsuya Chiba.
Манга Drifting Net Café получила игровую экранизацию в формате телесериала в 2009 году, а Inside Mari — в 2017-м. 
Родился в городе Кирю, куда и перенес действие манги Aku no Hana.

## Список работ
- Superfly (яп. スーパーフライ Су:па:фурай) (2001) ー опубликована в журнале Bessatsu Shounen Magazine
- Midnight Paranoia Star (яп. 真夜中のパラノイアスター Маёнака но Параноиа Сута:, «Полуночная звезда паранойи»)
- Avant-Garde Yumeko (яп. アバンギャルド夢子 Абангярудо Юмэко, «Авангардистка Юмэко») (2003) — опубликована издательством Kodansha
- Sweet Poolside (яп. スイートプールサイド Суи:то пу:русайдо, «Приятный борт бассейна») (2004) — опубликована издательством Kodansha
- Devil Ecstasy (яп. デビルエクスタシー Дэбиру экусутадзи:, «Дьявольский экстаз») (2005—2006) — опубликована издательством Kodansha, 4 тома
- Yūtai Nova (яп. ユウタイノヴァ Ю:тай ноба) (2007—2008) — опубликована издательством Kodansha, 2 тома
- Drifting Net Café (яп. 漂流ネットカフェ Хё:рю: Нэтто Кафэ, «Дрейфующее интернет-кафе») (2008—2011) — опубликована издательством Futabasha, 7 томов
- Aku no Hana (яп. 惡の華 Аку но хана, «Цветы зла») (2009—2014) — опубликована издательством Kodansha, 11 томов
- «Сино-тян не может сказать своё имя» (яп. 志乃ちゃんは自分の名前が言えない Сино-тян ва дзибун но намаэ га иэнай) (2011—2012) — опубликована издательством Ohta Publishing, на русском языке — «Фабрикой комиксов»[4]
- Inside Mari (яп. ぼくは麻理のなか Боку ва Мари но нака, «Я внутри Мари») (2012—2016) — опубликована в журнале Manga Action издательством Futabasha, 9 томов
- «Счастье» (яп. ハピネス Хапинэсу) (2015–2019) — опубликована издательством Kodansha, 10 томов, на русском языке — издательством «Истари комикс»[5]
- A Trail of Blood (яп. 血の轍 Ти но вадати, «Кровавая колея») (2017–2023) — опубликована в журнале Big Comic Superior издательством Shogakukan, 17 томов
- Welcome Back Alice (яп. おかえりアリス Окаэри Арису, «С возвращением, Алиса») (2020–2023) — опубликована в журнале Bessatsu Shounen Magazine издательством Kodansha, 7 томов
- Chii-chan (яп. ちーちゃん Ти:-тян) (2024–н. в.) — спин-офф художественного фильма «Ядовитая девушка», включающий персонажа, которого для фильма создал Сюдзо[6]